# Marcin Bylica z Ilkusza
Marcin Bylica z Ilkusza vagy magyarosan Ilkusi Márton, Olkuszi Bylica Márton (Marcin Bylica, Marcin z Olkusza, Martin von Olkus, Martinus Bylica de Olkus néven is ismert) (1433 körül – Buda, 1493): lengyel matematikus, csillagász, asztrológus.

## Életútja
1452-ben elvégezte a krakkói egyetemet, majd megismerkedett Martinus Rex de Zorawice híres asztrológussal, aki tanítványává fogadta. 1461-ben európai útra indult. Első útja Bologna városába vezetett, ahol az egyetemen asztrológiát tanított. 1464-ben Rómában találkozott Regiomontanusszal.
1465 után Vitéz János bemutatta Mátyás királynak és Regiomontanusszal együtt tanárrá nevezték ki a pozsonyi egyetemen. Amikor Vitéz János esztergomi érsek az Academia Istropolitana pozsonyi egyetem ügyeit elrendezte, a király tőle kért tanácsot az egyetem megnyitásának alkalmas időpontjára. Elkészítette a horoszkópot (amely a Ptolemaiosz-féle Almagest Corvinában látható), a tudósok bolygója, a Mercurius delelési pontjának kijelölésével. A horoszkópon a következő felirat olvasható: „Figura Coeli hora Institutionis Universitatis Histropolitane. Anno domini 1467.” („Csillagállás a pozsonyi egyetem megalapításának órájában.”)
1467 után udvari asztrológus lett; a király papi javadalmakat adományozott neki. 1468-ban Pozsonyban írta meg Indicium de Cometa quí apparuit anno 1468 in civitate Histropolitana (Bizonyságtétel az 1468-ban, Pozsonyban megjelent üstökösről) c. munkáját. Ugyan ebben az évben Mátyás király Csehország ellen folytatott hadjáratot. Mivel Pozsonyban, az egyetemen tartózkodott, Mátyás hazarendelte, tudni akarta, hogy elérkezett-e az idő a hadjárat megindításához. 1469-ben közreműködött Regiomontanus Tabulae directionum című munkájának elkészítésében. 1470-től egyes okmányokon „budai plébánosként” szerepel, ugyanis két főesperességen kívül még három egyházjavadalmat kapott, öt éven keresztül. 1485-ben, Bécs ostrománál a király szintén kikérdezte csillagjósait. Ilkus is köztük volt és az egész hadjárat alatt Mátyás király mellett maradt. 1487 után már „arcium et sacrae theologiae professzor” („bölcsészeti és teológiai doktor”) néven szerepel, a budai egyetemen tanít, amellyel Mátyásnak nagy tervei voltak. A tanításban és a tantárgyakban reformot akart megvalósítani.
Mátyás halála után nem tért vissza Lengyelországba, Budán maradt, itt is halt meg.

## Hagyatéka
Hazájáról nem feledkezett meg. Sok könyvet, kéziratot ajándékozott a krakkói egyetemnek, végrendeletben műszereket - köztük a címerével ellátott asztrolábiumot (1480) - is hagyott az egyetemre.
Munkái legnagyobbrészt kéziratban maradtak és szétszóródtak. Nagy részük (többek között Corvin János horoszkópja) Krakkóban az egyetemen és Münchenben található.